# Altwis
Altwis (toponimo tedesco) è una frazione di 475 abitanti del comune svizzero di Hitzkirch, nel distretto di Hochdorf (Canton Lucerna).

## Geografia fisica
Altwis si trova tra il lago di Hallwil e quello di Baldegg.

## Storia
Già comune autonomo istituito nel 1803 e che si estendeva per 2,90 km², il 1º gennaio 2021 è stato accorpato a quello di Hitzkirch.

## Società

### Evoluzione demografica
L'evoluzione demografica è riportata nella seguente tabella:
Abitanti censiti

## Economia
L'economia locale si basa prevalentemente sui settori primario e secondario.